# Osgood-Ratte
Die Osgood-Ratte (Rattus osgoodi) ist ein im südlichen Vietnam endemisches Nagetier in der Gattung der Ratten. Taxonomische Studien lassen vermuten, dass die Art eng mit der Kleinen Reisfeldratte (Rattus losea) verwandt ist. Beide zählen zu einer Artengruppe, die nach der Hausratte benannt ist.
Die Art ist nach dem US-amerikanischen Zoologen Wilfred Hudson Osgood benannt. Er hatte das Typusexemplar und andere Individuen der Art bei einer seiner Expeditionen gefunden.

## Merkmale
Dieses Nagetier ist ohne Schwanz 124 bis 171 mm lang, die Schwanzlänge beträgt 147 bis 161 mm und das Gewicht ist unbekannt. Es sind 31 bis 34 mm lange Hinterfüße und Ohren von 17 bis 20 mm Länge vorhanden. Typisch ist seidenweiches Fell, das dick und dicht ist. Die Osgood-Ratte hat dunkelbraunes Fell auf dem Rücken, das auf den Flanken gelbliche Töne erhält. Unterseits kommt graubraunes Fell vor, bis auf das Kinn und den Leistenbereich die grau sind. Am Kopf sind dunkelbraune Ohren und lange Vibrissen vorhanden. Der dunkelbraune Schwanz erreicht etwa 80 Prozent der Kopf-Rumpf-Länge. Von den paarig angeordneten Zitzen der Weibchen liegen vier auf dem Bauch und sechs im Leistenbereich.
Verglichen mit der Kleinen Reisfeldratte hat die Art einen kleineren Schädel und kleinere Molaren. Bei der Kleinen Reisfeldratte entspricht die Schwanzlänge 90 bis 103 Prozent der Kopf-Rumpf-Länge. Bei der Osgood-Ratte ist die Länge des Schädels an der weitesten Stelle 31 bis 35 mm lang und der Schnauzenteil (Rostrum) nimmt 8 bis 11 mm ein.

## Verbreitung und Lebensweise
Die Osgood-Ratte kommt auf der Hochebene Lang-Bian im südlichen Vietnam vor. Die Region liegt auf 900 bis 2000 Meter Höhe. Die Art bewohnt offene Wälder, Busch- und Grasflächen sowie angrenzendes Ackerland. Alle Reviere zusammen verteilen sich über ein etwa 7000 km² großes Gebiet.
Soweit bekannt sind die Exemplare bodenbewohnend und nachtaktiv. Zur Ernährung und Fortpflanzung gibt es keine Angaben. Die Osgood-Ratte teilt ihr Revier mit der Kleinen Reisfeldratte und der Reisfeldratte (Rattus argentiventer).

## Gefährdung
Für den Bestand sind keine Bedrohungen bekannt. Im Verbreitungsgebiet gibt es mehrere Schutzzonen. Die IUCN listet die Osgood-Ratte als nicht gefährdet (least concern).